# Aleksander Albrecht
Aleksander Jerzy Albrecht (ur. 1 listopada 1900 w Żyrardowie, zm. 25 grudnia 1932 w Płocku) – polski oficer, samorządowiec.

## Życiorys
Aleksander Jerzy Albrecht urodził się 1 listopada 1900 roku w Żyrardowie jako syn tamtejszego urzędnika fabrycznego Gottholda Ferdynanda Albrechta i Karoliny z domu Staszyńskiej; został ochrzczony w Parafii Ewangelicko-Augsburskiej w Wiskitkach.
Był podporucznikiem rezerwy Wojska Polskiego. Był dyrektorem Kasy Chorych w Płocku. Sprawował mandat radnego Rady Miejskiej w Płocku, od 1929 do 1930 pełnił urząd prezydenta Płocka. Zmarł po długiej chorobie 25 grudnia 1932. Trzy dni później został pochowany na cmentarzu ewangelickim w Płocku. Był żonaty.